# Brachythecium austrostramineum
Brachythecium austrostramineum là một loài rêu trong họ Brachytheciaceae. Loài này được Müll. Hal. Ochyra mô tả khoa học đầu tiên năm 1986.